# Microrégion de Lavras
 (février 2025).
Si vous disposez d'ouvrages ou d'articles de référence ou si vous connaissez des sites web de qualité traitant du thème abordé ici, merci de compléter l'article en donnant les références utiles à sa vérifiabilité et en les liant à la section « Notes et références ».
La microrégion de Lavras est l'une des trois microrégions qui subdivisent le Campo das Vertentes, dans l'État du Minas Gerais au Brésil.
Elle comporte 11 municipalités qui regroupaient 145 075 habitants en 2006 pour une superficie totale de 3 431 km2.

## Municipalités[1]
- Carrancas
- Ijaci
- Ingaí
- Itumirim
- Itutinga
- Lavras
- Luminárias
- Nepomuceno
- Ribeirão Vermelho